# Емілія Бен'ямінья
Емілія Сімсонс (Simsons), у шлюбі Бен'ямінья (латис. Emīlija Benjamiņa; нар. 10 вересня 1881, Рига — пом. 23 вересня 1941, трудовий табір у Солікамську, Радянський Союз) — «Королева преси» Латвії, найбагатша жінка Європи періоду до Другої світової війни.

## Біографія
Емілія Сімсонс народилась 10 вересня 1881 р. в бідній сім'ї Андріса Сімсонса і Еде Усіньш. Вона мала двох сестер: старшу — Міну (Mina) та молодшу Аннію (Annija). Емілія підробляла продажем газет на вулицях. З 17 років вона працює рекламною агенткою та театральним критиком в газеті «Rigaer Tagesblatt», яка виходила німецькою мовою. Діяльність обох її сестер була пов'язана з театром: Міна виступала як оперна співачка під псевдонімом Tusnelda, Аннія стала акторкою, мала сценічне ім'я Aicher.
Емілія рано одружилася та стала місіс Елкс. Шлюб не склався: чоловік полюбляв випивку та бив її.
У 1904 (за деякими даними у 1905) Емілія познайомилась з Антоном Бен'яміном (лат. Anton Benjamiņš), на 21 рік старшим та одруженим. Він спочатку працював шкільним вчителем, а згодом став власником магазину, але збанкрутував та, в пошуках роботи, приїхав до Риги. Тут він влаштувався репортером газети «Rigaer Tagesblatt». З часом Емілія Елкс зайнялась бізнесовими справами газети «Rigaer Tagesblatt», а Антон Бен'ямін був редактором. У 1909 р. Емілія розлучилася з Елксом. Однак для Антона Бен'ямінья розлучення було складнішим та довшим, оскільки його дружина не давала згоду на розлучення та вони мали трьох дітей. З 1911 р. Емілія Сімсонс та Антон Бен'ямін вирішили жити разом. У 1922 р. Антон Бен'ямін отримав розлучення, і вона одружилася з ним.

## Бізнес
8.12.1911 р. Емілія Сімсонс заснувала в Ризі власну газету на кошти, отримані в результаті розлучення. Щотижнева газета «Jaunākās Ziņas» («Останні новини») відразу стала популярною в Латвії та розходилась тиражем в 90 000 екземплярів за ціною 1 копійка за штуку. Ця справа принесла їм перший мільйон.
У 1924 році разом з другим чоловіком починає видавати новий часопис «Atpūta» («Дозвілля»), наклад якого доходив до 80 тисяч примірників.
У 1928 р. пара купила шикарний приватний будинок в Ризі, так званий будинок Пфаба («Fābu Palace»), побудований у 1886 р. за проєктом берлінських архітекторів В. Бекмана (1832–1902) та Г. Енде (1829–1907), названий на ім'я його першого власника — багатого ризького торговця Елерта Миколи Пфаба. «Королі преси» жили на першому поверсі цього будинку з 1928 р. по 1941 р., а інші поверхи здавали в оренду багатим мешканцям Риги. Вони влаштували в будинку світський салон для обраних. Бути прийнятим у салоні Бен'ямінів було не тільки почесно, але й дуже важливо для кар'єри. Кожен молодий музикант свій перший сольний концерт повинен був дати саме в цьому салоні.

## Розквіт імперії Бен'ямінья
Емілія Бен'ямінья була дуже впливовою жінкою. Якщо вона не могла попасти в оголошений день на прем'єру в Національну оперу, то вимагала перенести прем'єру, а у разі відмови директору театру — останнього звільняли. Президент Латвії Карліс Улманіс був неодружений і Емілія Бен'ямінья деякий час була «першою леді» Латвії. Емілія також володіла житловою та комерційною нерухомістю у Ризі, садибою під назвою «Вальдек» («Waldeck») неподалік від Кандави (Kandava).
До 1930 р. подружжя Бен'ямінья мало настільки значну частку ринку преси Латвії, що під час зустрічі Емілії з Вільямом Рендольфом Херстом (англ. William Randolph Hearst) в Парижі, той привітав її словами, що йому хотілося б мати таку ж частку ринку в своїй країні, яку вона має в своїй.
Емілія не мала дітей. Тому в 1926 р. вона всиновила старшого сина — Georg Aicher — своєї молодшої сестри Аннії. Він став Юрісом Бен'ямінья.
У другій половині 1930-х Емілія купила 10 гектарів промислової нерухомості в Кекаві, на березі річки Даугава, з наміром розвитку бізнесу кольорової фотографії разом з названим сином Юрісом.

## Ексклюзивний літній будинок Емілії Бен'ямінья в Юрмалі
У 1938 р. Емілія Бен'ямінья не тільки залучає до проєктування свого майбутнього літнього будинку відомого німецького архітектора Ланге, а й особисто працює над дизайном. Емілія хотіла, щоб будинок стояв на пагорбі. З цією метою протягом двох років робітники звозили пісок в тачках. Пагорб покривав шар спеціального ґрунту, завезеного з Німеччини. Для цього Емілія Бен'ямінья привезла ешелон ґрунту, але мито в розмірі більше 100 000 латів виявилось занадто великою сумою навіть для «королеви преси». Емілія врегульовує це питання шляхом переговорів з урядом Латвії.
Оформлення будинку випереджало свою епоху. Архітектор Ланге повністю реалізував свій талант використанням природного світла: будинок має великі вікна та скляну стіну, яку влітку можна повністю прибрати за допомогою електроприводу. Двірні ручки в літній резиденції виготовлені з алюмінію та бакеліту.
Будинок в Юрмалі побудовано в стилі неокласицизму. Огорожа виготовлена в Парижі за проєктом архітектора A. Антонова, ворота мають монограму «ЕВ». Емілія Бен'ямінья завершила будівництво будинку в Юрмалі восени 1939 р.

## Соціальна відповідальність бізнесу сімейства Бен'ямінья
Антон та Емілія вкладали гроші в банки Швейцарії, Англії та Франції, кожен день прибуток сім'ї досягав 10000 латів. Розповсюдження преси сприяло підвищенню загальноосвітнього рівня населення Латвії. На гроші сімейства Бен'ямінья були створені благодійні товариства, громадські організації, спортивні клуби. Вони опікували молодих артистів, журналістів, художників.
Антон та Емілія озброїли Латвію двома військовими літаками. Подружжя Бен'ямінья увійшло до списку 100 видатних людей Латвії.

## Пророцтво Євгена Фінкса (Eižens Finks)
Одного разу Емілія Бен'ямінья запросила до свого салону відомого ясновидця Євгена Фінкса. За те, що він буде розважати її гостей та передбачати їх майбутнє, вона обіцяла заплатити 100 рублів. Фінкс був дуже популярним у гостей на цій вечірці та заробив 3000 латів. Емілія відмовила в оплаті Євгену Фінксу, зважаючи на те, що той вже й так заробив багато грошей. Фінкса така ситуація не задовольнила і в пориві люті він сказав, що напророчить долю Емілії. Євген Фінкс віщував, що Емілія Бен'ямінья помре з голоду на ліжку з голих дощок і навіть подушки під головою в неї не буде.
Всі присутні сприйняли його слова як поганий жарт, а некоронована королева Латвії навряд чи сприйняла ці слова серйозно.

## Смерть чоловіка Емілії
Антон Бен'ямінья помер 14 червня 1939 р. На той момент вартість активів подружжя перевищувала 60 млн швейцарських золотих франків. За заповітом Антона Бен'ямінья Емілія отримала контрольний пакет акцій бізнесу (51%).
Троє дітей Антона від першого шлюбу подали позов та заявили, що їх батько був божевільним.

## За радянських часів
За радянських часів все, що належало Емілії, було «націоналізовано» на користь радянського народу. Сину Емілії Юрісу вдається евакуювати частину цінностей з будинку Пфаба, серед яких були колекція Севрської (Sèvres) порцеляни, колекційні золоті столові прибори Миколи II. Цінності були доставлені у Відень, але там викрадені.
Посол Швеції в Латвії запропонував одружитися з Емілією, забезпечуючи їй таким чином дипломатичний захист. Емілія Бен'ямінья відхилила пропозицію, зважаючи на те, що посол не міг забезпечити захист для її сина Юріса.
Чоловік її молодшої сестри за допомогою своїх контактів намагався допомогти Емілії через втручання уряду Німеччини. Але за результатами розслідування діяльності газети Емілії, Генріх Гіммлер прийшов до висновку, що вона була «Reichswidrig» («ворог рейху»). Її колишній співробітник, якому вона платила щедрі гонорари, Віліс Лаціс (Vilis Lacis) став міністром внутрішніх справ Латвійської Радянської Соціалістичної Республіки. 1941 року Емілію вислано до Сибіру не без втручання В. Лаціса.
23 вересня 1941 р., трохи більше тижня після її 60-річчя, Емілія Бен'ямінья померла від голоду, лежачи на нарах із голими дерев'яними дошками.